# Złote Łany (Bielsko-Biała)

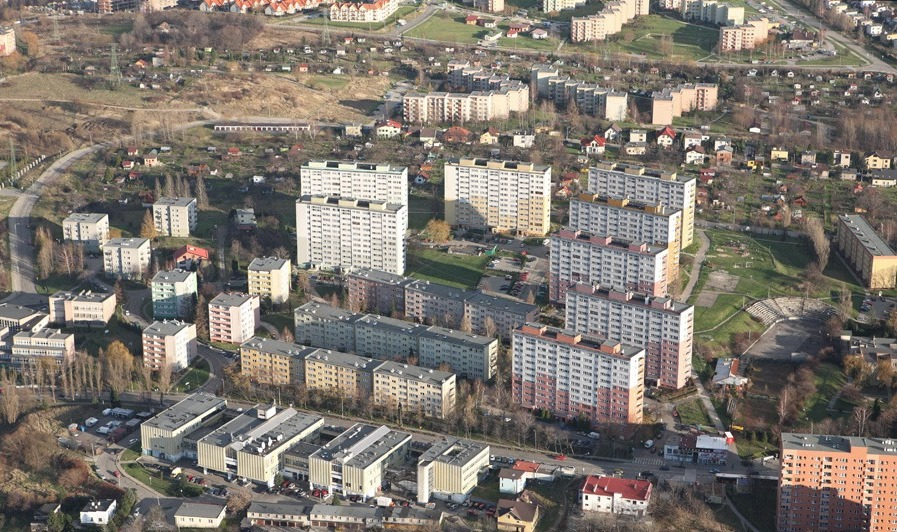
Überblick

Złote Łany (deutsch Goldflur) ist ein Stadtteil (Osiedle) von Bielsko-Biała in der Woiwodschaft Schlesien in Polen.
Der Stadtteil liegt zwischen den Stadtteilen Grunwaldzkie im Nordwesten, Lipnik im Nordosten, Straconka im Osten, sowie Leszczyny im Süden. Durch den Stadtteil verläuft die Droga ekspresowa S1.
Im Gebiet befanden sich noch im 19. Jahrhundert nur die Ackerfelder des Dorfs Lipnik sowie ein Steinbruch. 1925 wurde es mit Lipnik in die Stadt Biała Krakowska eingemeindet, ab 1951 in Bielsko-Biała. Ab den 1970er Jahren wurden einige Plattenbau-Siedlungen errichtet. Ab dem Jahr 2002 ist Złote Łany ein separater Stadtteil (2006: 139,84 ha, 16.311 Einwohner).